# ويليام غرايمز
ويليام غرايمز (بالإنجليزية: William Grimes)‏ (1886 في المملكة المتحدة - ) هو لاعب كرة قدم بريطاني (وحمل سابقاً جنسية المملكة المتحدة لبريطانيا العظمى وأيرلندا) في مركز جناح ‏. لعب مع برادفورد سيتي وديربي كاونتي وGlossop North End A.F.C. ‏.